# Lufthansa Industry Solutions
Lufthansa Industry Solutions GmbH & Co. KG (spesso abbreviata in LHIND), è una società in accomandita semplice di servizi IT con sede a Norderstedt, vicino ad Amburgo. La consociata interamente controllata da Lufthansa Technik, nacque dalla precedente Lufthansa Systems il 1° aprile 2015 come una delle tre unità operative nate dopo la ristrutturazione del marzo precedente e impiega oltre 2.500 dipendenti. Fino a gennaio 2023, Lufthansa Industry Solutions era una consociata del Lufthansa Group. La sua clientela comprende le società del Lufthansa Group e oltre 300 aziende in vari settori.

## Storia
A causa della crescente necessità di servizi IT all'interno del Gruppo Lufthansa e di altri partner contrattuali, all'interno di quella che allora era Lufthansa Systems venne creata la divisione "Industry Solutions" per gestire il supporto ai clienti, fornendo offerte IT per conto di Lufthansa Systems.
Nell'ambito della ristrutturazione aziendale del Lufthansa Group, il 1° aprile 2015 venne  fondata Lufthansa Industry Solutions GmbH & Co. KG, una delle tre unità operative nate  da Lufthansa Systems.

## Settori industriali
In qualità di fornitore di servizi e integratore di sistemi software per la gestione dei processi aziendali, l'azienda fornisce assistenza non solo alle compagnie aeree nel settore del trasporto passeggeri e merci, ma anche ad aziende del settore industriale, dei trasporti e della logistica, energetico, dei media e dell'editoria, turistico e sanitario. Il supporto fornito da Lufthansa Industry Solutions offre alle compagnie aeree la gestione di tutti i processi, dalle operazioni di volo alla manutenzione e riparazione degli aeromobili.
Nel settore della logistica, l'azienda sta collaborando con il porto di Amburgo per sviluppare dei software per gli operatori dei terminal, al fine di velocizzare le operazioni.

## Posizione delle sedi nel mondo
Oltre alla sede centrale di Norderstedt, Lufthansa Industry Solutions ha delle sedi aggiuntive ad Amburgo, Oldenburg, Colonia, Raunheim, Francoforte sul Meno, Wetzlar, Wolfsburg e Berlino. Possiede anche delle filiali a Basilea, Berna, Tirana e Miami.